# Eros (revista)
Eros foi uma revista literária portuguesa.
Dentre os seus colaboradores, pode citar-se Oliveira Guimarães e António José de Almeida Loureiro Maldonado que foi o seu fundador.